# Mart Laar
Mart Laar (ur. 22 kwietnia 1960 w Viljandi) – estoński polityk i publicysta, dwukrotny premier Estonii, a także minister, deputowany i honorowy lider partii Isamaa ja Res Publica Liit.

## Życiorys
Kształcił się na Uniwersytecie w Tartu, gdzie ukończył w 1983 studia historyczne. W 1995 uzyskał magisterium z filozofii, a w 2005 doktorat.
Pracował jako nauczyciel w jednej z tallińskich szkół średnich. W latach 1986–1990 był dyrektorem departamentu ochrony dziedzictwa narodowego w Ministerstwie Kultury Estońskiej SRR. W 1990 został wybrany do Rady Najwyższej republiki. Dwa lata później w pierwszych wolnych wyborach po ogłoszeniu niepodległości stał na czele zwycięskiej koalicji, głoszącej hasła liberalizacji gospodarki i zerwania z komunistyczną przeszłością. Mart Laar uzyskał jeden z mandatów poselskich, skutecznie ubiegając się od tego czasu o reelekcję w każdych kolejnych wyborach do 2011 włącznie i zasiadając w Riigikogu z przerwami wyłącznie na czas pełnienia funkcji rządowych.
21 października 1992 został powołany na urząd premiera. Jego rząd w ciągu dwóch lat funkcjonowania przeprowadził proces prywatyzacji, a także reformy podatków (wprowadzając podatek liniowy) i bankowości. Podał się do dymisji po kilku aferach politycznych, tracąc poparcie części koalicjantów. Zakończył urzędowanie w listopadzie 1994.
Po wyborach w 1995 stanął na czele Związku Ojczyźnianego, nowego ugrupowania powstałego z połączenia dwóch współpracujących ze sobą dotąd partii. W marcu 1999 powrócił na urząd premiera, który sprawował przez do stycznia 2002. Od 2003 pełnił funkcję obserwatora w Parlamencie Europejskim, od maja do lipca 2004 sprawował mandat eurodeputowanego V kadencji w ramach delegacji krajowej. W 2006 dołączył do powstałego z połączenia jego dotychczasowej formacji i partii Res Publica stronnictwa Isamaa ja Res Publica Liit. W 2007 został wybrany na jego przewodniczącego. W styczniu 2012 objął funkcję honorowego lidera partii. W kwietniu 2011 rozpoczął urzędowanie jako minister obrony w trzecim rządzie Andrusa Ansipa. Urząd ten sprawował do maja 2012, rezygnując z przyczyn zdrowotnych. W 2013 odszedł z parlamentu w związku z objęciem funkcji przewodniczącego rady nadzorczej Banku Estonii.
Członek różnych stowarzyszeń międzynarodowych, m.in. zajmujących się badaniem zbrodni komunistycznych i ochroną praw człowieka. Był doradcą prezydenta Gruzji Micheila Saakaszwilego. Opublikował kilka książek o estońskim ruchu oporu z okresu II wojny światowej (w tym Wojna w lesie. Walka Estończyków o przetrwanie 1944–1956), a także m.in. tłumaczoną na język polski pracę Estoński cud.

## Odznaczenia i wyróżnienia
W 2004 otrzymał  Krzyż Zasługi Ministerstwa Obrony I klasy.
W 2009, za wybitne zasługi w rozwijaniu współpracy między Rzecząpospolitą Polską a Republiką Estonii, za propagowanie wiedzy o wspólnym dziedzictwie historycznym narodów tworzących Rzeczpospolitą Obojga Narodów, został odznaczony Krzyżem Komandorskim Orderu Zasługi RP. W 2010 wyróżniony gruzińskim Orderem Zwycięstwa Świętego Jerzego. W 2013 otrzymał Wielki Krzyż Komandorski Orderu „Za Zasługi dla Litwy”. 
W 2006 został laureatem nagrody Milton Friedman Prize for Advancing Liberty przyznawanej przez Cato Institute. 